# HMS Delfinen (1914)
Pour les autres navires du même nom, voir HMS Delfinen.
Le HM Delfinen (numéro de coque D) est un sous-marin de la marine royale suédoise de 1915.

## Conception
Le Delfinen était un compromis entre les bateaux à simple coque et à double coque. Le concepteur Carl Richson était d’avis qu’un sous-marin avec un ballast central et un ballast de plongée séparé offrirait des avantages considérables au combat. Cependant, le Delfinen s’avéra être un enfant à problème pour la flotte et n’a jamais été développé davantage.
Son déplacement était de 260 tonnes et son armement était de deux tubes lance-torpilles de 457 mm modèle 04-12 avec quatre torpilles à bord. Sur le pont, il y avait un canon de 37 mm modèle 98. Le montage de ce canon était provisoire. Il fut remplacé par la suite par un canon de 57 mm Ubåtkanon, le premier canon suédois conçu spécialement pour les sous-marins.
En service, le Delfinen avait 24 hommes à bord, dont 5 officiers. Ce qui est intéressant, cependant, est que le Delfinen fondamentalement était un bateau de classe 1 pure, mais extérieurement était un bateau de classe 2. Après la Première Guerre mondiale, ce type de bateau est devenu désespérément obsolète et a ensuite été remplacé par le type AG Weser plus réussi.

## Fabrication
Le navire a été commandé à Bergsunds Mekaniska Verkstads AB à Stockholm et lancé le 2 avril 1914. Le navire a été mis en service dans la Marine en juillet 1915.

## Service
Le navire a été retiré du service le 1er octobre 1930 et vendu à la casse en 1936.